# ورخنبلویه
ورخنبلویه (به لاتین: Verkhnebeloye) یک منطقهٔ مسکونی در روسیه است که در استان آمور واقع شده‌است.